# Pärk
Il pärk è un antico sport di squadra sferistico che si pratica in Svezia, nell'isola di Gotland.

## Regolamento
La palla si colpisce con la mano, al volo o dopo un rimbalzo al suolo. La partita si disputa tra due squadre di sette atleti. Il campo di gioco è largo 30 m e non ci sono limiti in lunghezza. La zona di battuta è una piccola area di forma rettangolare. Lo scopo del gioco è conquistare spazio quando si è in battuta e difendere tale spazio conquistato poi quando in battuta vanno gli avversari: ogni squadra dispone di sette servizi consecutivi. Per vincere un set si devono totalizzare 40 punti e la partita è al meglio dei tre set.